# Euserica paenibaeticae
Euserica paenibaeticae es un coleóptero perteneciente a la subfamilia Melolonthinae.
Es endémico de Andalucía (España).
Mide unos 8-9 mm.